# Президент Гани
Президент Гани — глава держави Гана.

## Президент
- Кваме Нкрума (01.07.1960 — 24.02.1966)

## Голова Ради національного визволення
- Джозеф Артур Анкра (24.02.1966 — 02.04.1969)
- Аквазі Аманква Афріфа (02.04.1969 — 03.04.1969)

## Голова Президентської комісії
- Аквазі Аманква Афріфа (03.04.1969 — 07.08.1970)

## Президент
- Нії Амаа Олленну (в. о.), (07.08.1970 до 31.08.1970)
- Едвард Акуфо-Аддо (31.08.1970 — 13.01.1972)

## Голова Ради національного порятунку
- Ігнатіус Куту Ачампонг (13.01.1972 — 09.10.1975)

## Голова Вищої військової ради
- Ігнатіус Куту Ачампонг (09.10.1975 — 05.07.1978)
- Фред Акуффо (05.07.1978 — 04.06.1979)

## Голова Революційної ради Збройних сил
- Джеррі Ролінгс (04.06.1979 — 24.09.1979)

## Президент
| Порядок | Фото | Ім'я         | Термін перебування на посаді | Термін перебування на посаді | Партія                     |
| ------- | ---- | ------------ | ---------------------------- | ---------------------------- | -------------------------- |
| 4       |      | Хілла Ліманн | 24 вересня 1979              | 31 грудня 1981               | Національна народна партія |

## Голова Тимчасової ради національної оборони
| Порядок | Фото | Ім'я           | Термін перебування на посаді | Термін перебування на посаді |
| ------- | ---- | -------------- | ---------------------------- | ---------------------------- |
|         |      | Джеррі Ролінгс | 31 грудня 1981               | 7 січня 1993                 |

## Президент
| Порядок | Фото | Ім'я            | Термін перебування на посаді | Термін перебування на посаді | Партія |
| ------- | ---- | --------------- | ---------------------------- | ---------------------------- | ------ |
| 5       |      | Джеррі Ролінгс  | 7 січня 1993                 | 7 січня 2001                 |        |
| 6       |      | Джон Куфуор     | 7 січня 2001                 | 7 січня 2009                 |        |
| 7       |      | Джон Атта Міллс | 7 січня 2009                 | 24 липня 2012                |        |
| 8       |      | Джон Магама     | 25 липня 2012                | 7 січня 2017                 |        |
| 9       |      | Нана Акуфо-Аддо | 7 січня 2017                 |                              |        |